# Liste von Sprengmitteln gemäß den Kennblättern fremden Geräts D 50/9

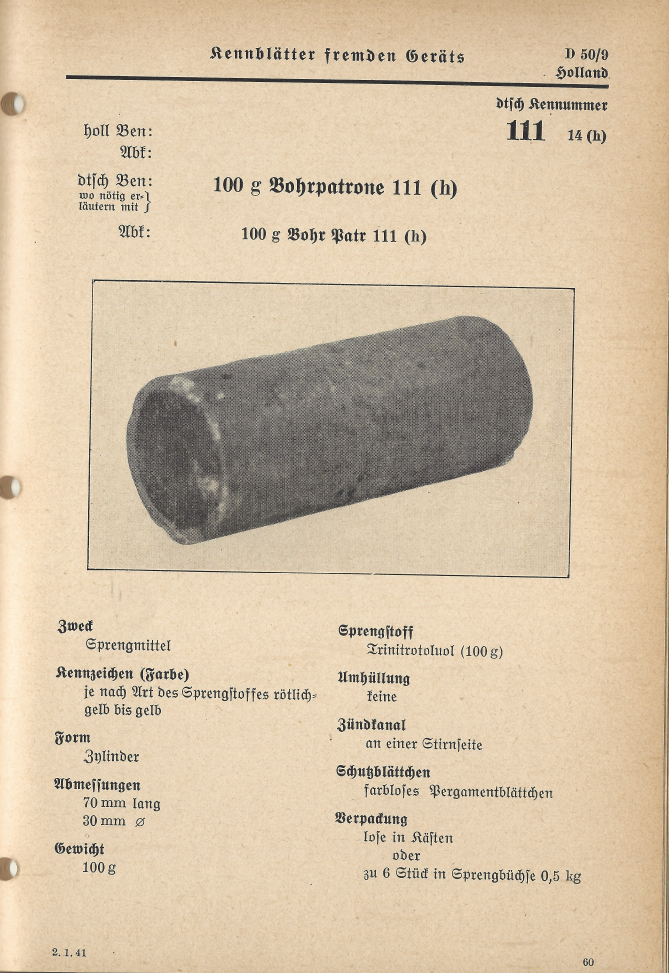
Kennblattbeispiel zu
D 50/9 Nr 111 14 (h)

In dieser Liste von Sprengmitteln gemäß den Kennblättern fremden Geräts D 50/9 wird Sprengstoff aufgeführt, der vom Heereswaffenamt verzeichnet wurden.
Nachfolgend ein Überblick/Auszug zur offiziellen Dokumentation Kennblätter fremden Geräts D 50/9: Nahkampf-, Spreng- und Zündmittel, Brandmittel, MG-Gerät, Sperren.

## Hinweise zur Liste
Aufbau der Tabelle
Untenstehende Tabelle führt folgenden Spalteninhalte:
- dtsch. Kennnr. (deutsche Kenn-Nummer), dies entspricht dem Originalindex in den Kopfzeilen der Kennblätter mit Kennnummer, Stoffgebietenummer und Beutezeichen.
- Abk. dtsch. Ben. (Abkürzung deutsche Benennung), Originalbezeichnung entnommen aus der fünften Zeile der Kennblätter.
- Landesbez. nach HWA (Heereswaffenamt), Originalangaben entnommen aus der ersten Zeile der Kennblätter.
- Bild, eine Bildauswahl aus Wikipedia für dieses Objekt.
- Bemerkungen, Hier werden Links zu bereits existierenden Wikipedia-Artikeln eingetragen.

 Info: Die in der Tabelle angegebenen Originaleinträge sollen nicht geändert werden, weil diese den Angaben aus den Kennblättern entsprechen. Nach neuerem Forschungsstand sind teilweise Errata in den Kennblättern erkannt worden. Diese werden unten im Abschnitt Anmerkungen jeweils zur Kenn-Nummer erläutert. Die Wikilinks in den runden Klammern sollten das Lemma der entsprechenden Artikel in Wikipedia enthalten.

## Tabellarische Übersicht
| dtsch. Kennr. | Abk. dtsch. Ben.              | Landesbez.nach HWA (Wikipedia-Artikel) | Bild         | Bemerkungen                                             |
| ------------- | ----------------------------- | -------------------------------------- | ------------ | ------------------------------------------------------- |
| 106 14 (r)    | 75 g B. Patr. 106 (r)         | in D 50/9 keine Angaben                | Bilderwunsch | Trinitrotoluol                                          |

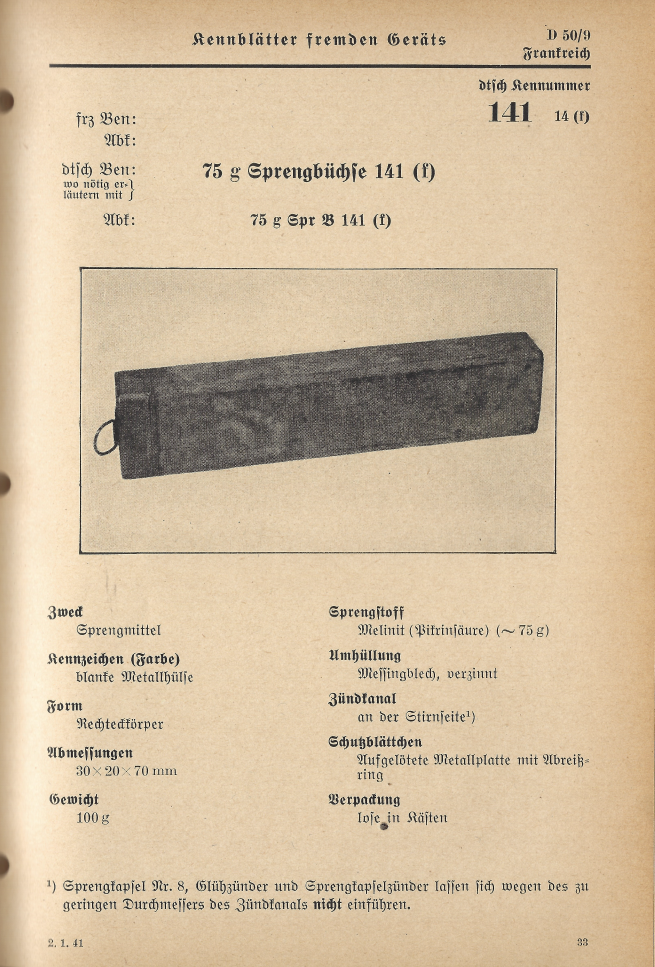
Kennblattbeispiel zu D 50/9 Nr 141 14 (f)
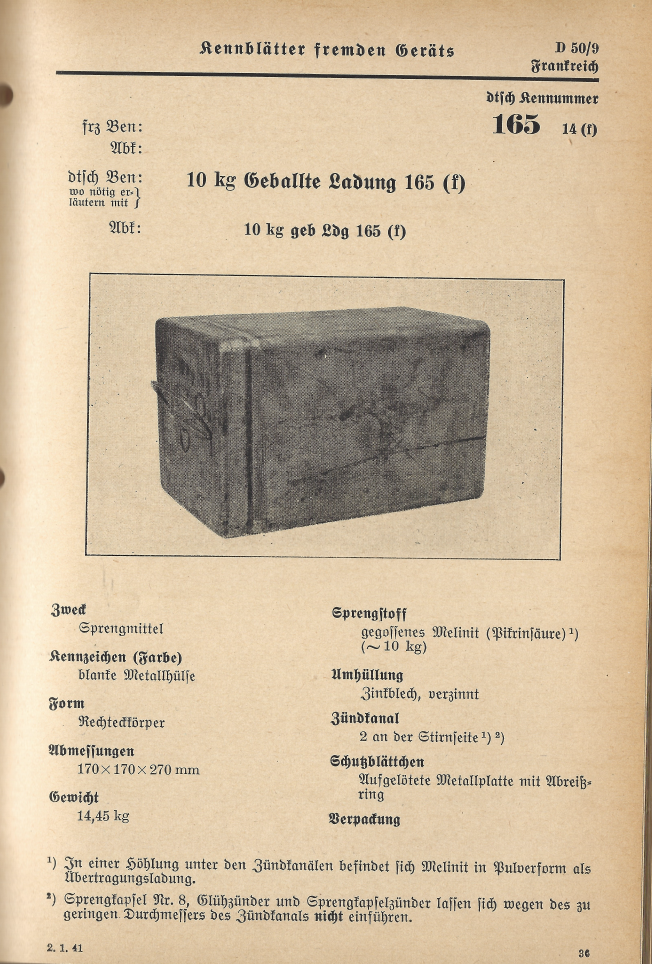
Kennblattbeispiel zu D 50/9 Nr 165 14 (f)
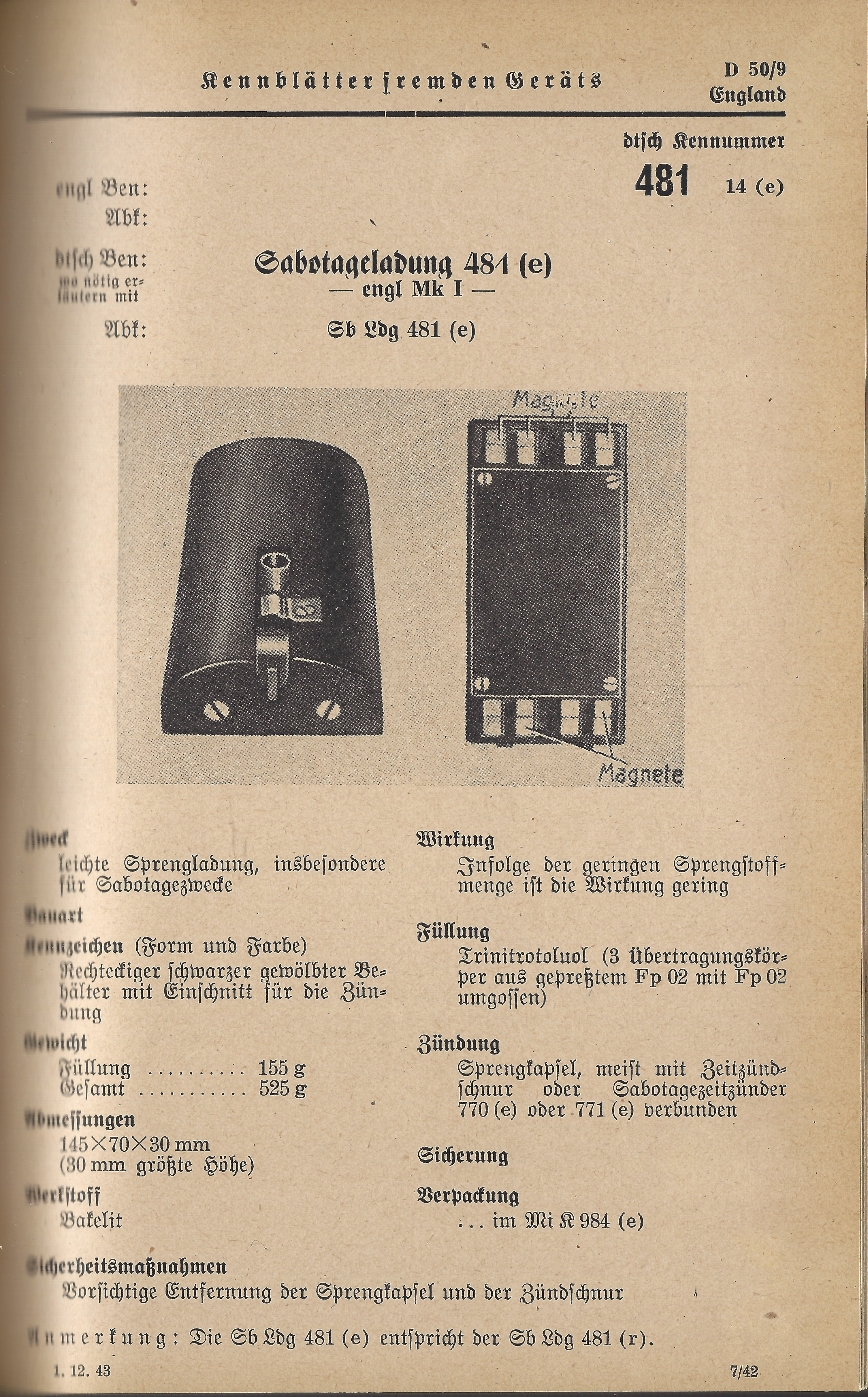
Kennblattbeispiel zu D 50/9 Nr 481 14 (e)

| 110 14 (i)    | 100 g B. Patr. 110 (i)        | in D 50/9 keine Angaben                | Bilderwunsch | Tri-Nitropenta                                          |
| 111 14 (h)    | 100 g Bohr Patr. 111 (h)      | in D 50/9 keine Angaben                |              | Trinitrotoluol                                          |
| 112 14 (f)    | 100 g Bohr Patr. 112 (f)      | in D 50/9 keine Angaben                | Bilderwunsch | Melinit                                                 |
| 114 14 (r)    | 160 g B. Patr. 114 (r)        | in D 50/9 keine Angaben                | Bilderwunsch | Ammonsalpeter Nitroglycerin Collodiumwolle              |
| 115 14 (r)    | 200 g B. Patr. 115 (r)        | in D 50/9 keine Angaben                | Bilderwunsch | Ammonsalpeter Nitroglycerin Collodiumwolle Feuchtigkeit |
| 116 14 (i)    | 200 g B. Patr. 116 (i)        | in D 50/9 keine Angaben                | Bilderwunsch | Tri-Nitropenta                                          |
| 118 14 (r)    | 300 g B. Patr. 118 (r)        | in D 50/9 keine Angaben                | Bilderwunsch | Ammonsalpeter Dinitronaphtalin                          |
| 120 14 (h)    | 50 g Spr. K. 120 (h)          | in D 50/9 keine Angaben                | Bilderwunsch | Pikrinsäure                                             |
| 121 14 (b)    | 100 g Spr. K. 121 (b)         | in D 50/9 keine Angaben                | Bilderwunsch | Trinitrotoluol                                          |
| 122 14 (e)    | 110 g Spr. K. 122 (e)         | in D 50/9 keine Angaben                |              | Hexogen mit Vaseline verknetet                          |
| 123 14 (h)    | 200 g Spr. K. 123 (h)         | in D 50/9 keine Angaben                | Bilderwunsch | Trinitrotoluol                                          |
| 124 14 (r)    | 200 g Spr. K. 124 (r)         | in D 50/9 keine Angaben                | Bilderwunsch | Trinitrotoluol                                          |
| 125 14 (e)    | 440 g Spr. K. 125 (e)         | in D 50/9 keine Angaben                | Bilderwunsch | Hexogen mit Vaseline verknetet                          |
| 126 14 (r)    | 400 g Spr. K. 126 (r)         | in D 50/9 keine Angaben                | Bilderwunsch | Trinitrotoluol                                          |
| 127 14 (j)    | 200 g Spr. K. 127 (j)         | in D 50/9 keine Angaben                | Bilderwunsch | Trinitrotoluol                                          |
| 128 14 (j)    | 200 g Spr. K. 128 (j)         | in D 50/9 keine Angaben                | Bilderwunsch | Pikrinsäure                                             |
| 129 14 (j)    | 200 g Spr. K. 129 (j)         | in D 50/9 keine Angaben                | Bilderwunsch | Tri-Nitropenta                                          |
| 130 14 (p)    | 200 g Spr. K. 130 (p)         | in D 50/9 keine Angaben                | Bilderwunsch | Trinitrotoluol                                          |
| 141 14 (f)    | 75 g Spr. B. 141 (f)          | in D 50/9 keine Angaben                |              | Melinit                                                 |
| 143 14 (f)    | 150 g Spr. B. 143 (f)         | in D 50/9 keine Angaben                | Bilderwunsch | Melinit                                                 |
| 143 14 (h)    | 200 g Spr. B. 143 (h)         | in D 50/9 keine Angaben                | Bilderwunsch | Trinitrotoluol                                          |
| 146 14 (j)    | 500 g Spr. B. 146 (j)         | in D 50/9 keine Angaben                | Bilderwunsch | Trinitrotoluol                                          |
| 147 14 (j)    | 500 g Spr. B. 147 (j)         | in D 50/9 keine Angaben                | Bilderwunsch | Ekrasit                                                 |
| 148 14 (h)    | 500 g Zyl. Spr. B. 148 (h)    | in D 50/9 keine Angaben                | Bilderwunsch | Trinitrotoluol                                          |
| 151 14 (h)    | 600 g Spr. B. 151 (h)         | in D 50/9 keine Angaben                | Bilderwunsch | Trotyp oder Pikrinsäure                                 |
| 153 14 (e)    | 750 g Spr. B. 153 (e)         | in D 50/9 keine Angaben                | Bilderwunsch | Schießbaumwolle                                         |
| 156 14 (j)    | 1000 g Spr. B. 156 (j)        | in D 50/9 keine Angaben                | Bilderwunsch | Trinitrotoluol                                          |
| 157 14 (j)    | 1000 g Spr. B. 157 (j)        | in D 50/9 keine Angaben                | Bilderwunsch | Trinitrotoluol                                          |
| 158 14 (h)    | 1000 g Zyl. Spr. B. 158 (h)   | in D 50/9 keine Angaben                | Bilderwunsch | Trinitrotoluol                                          |
| 159 14 (b)    | 1000 g Spr. B. 159 (b)        | in D 50/9 keine Angaben                | Bilderwunsch | Trinitrotoluol                                          |
| 159 14 (f)    | 1000 g Spr. B. 159 (f)        | in D 50/9 keine Angaben                | Bilderwunsch | Melinit                                                 |
| 159 14 (h)    | 1000 g Spr. B. 159 (h)        | in D 50/9 keine Angaben                | Bilderwunsch | Trinitrotoluol oder Pikrinsäure                         |
| 160 14 (j)    | 1 kg geb. Ldg. (beh.) 160 (j) | in D 50/9 keine Angaben                | Bilderwunsch | Trinitrotoluol                                          |
| 165 14 (f)    | 10 kg geb. Ldg. 165 (f)       | in D 50/9 keine Angaben                |              | gegossenes Melinit (Pikrinsäure)                        |
| 166 14 (f)    | 20 kg geb. Ldg. 166 (f)       | in D 50/9 keine Angaben                | Bilderwunsch | gegossenes Melinit (Pikrinsäure)                        |

- Kennblattbeispiel zu
D 50/9 Nr 141 14 (f)
- Kennblattbeispiel zu
D 50/9 Nr 165 14 (f)
- Kennblattbeispiel zu
D 50/9 Nr 481 14 (e)